# Leonid Kołobow
Leonid Aleksandrowicz Kołobow (ros.  Леонид Александрович Колобов; ur. 26 lipca?/8 sierpnia 1907 we wsi Szacha w guberni włodzimierskiej, zm. 13 listopada 1993 w Moskwie) – radziecki generał-lejtnant, Bohater Związku Radzieckiego (1944).

## Życiorys
Skończył 5 klas szkoły wiejskiej, później pracował na kolei, od października 1928 służył w Armii Czerwonej, w 1931 ukończył moskiewską szkołę piechoty i został dowódcą plutonu w szkole pułkowej w Witebsku. W latach 1933–1937 był dowódcą kompanii, pomocnikiem szefa sztabu i szefem sztabu batalionu w Bobrujsku, w grudniu 1939 ukończył Akademię Wojskową im. Frunzego. Od stycznia do marca 1940 jako szef sztabu 3 Dywizji Piechoty uczestniczył w wojnie z Finlandią, w latach 1940–1941 był dowódcą batalionu szkolnego, w sierpniu-wrześniu 1941 oficerem do zleceń specjalnych przy dowódcy Frontu Zakaukaskiego, a od września 1941 do sierpnia 1942 szefem sztabu 408 Dywizji Piechoty uczestniczącej w osłanianiu radziecko-tureckiej granicy i ochronie komunikacji w Iranie. 
Walczył w II wojnie światowej kolejno jako szef sztabu 11 Gwardyjskiego Korpusu Piechoty, a od września 1942 do maja 1945 dowódca 389 Dywizji Strzeleckiej, od sierpnia 1942 do stycznia 1943 walczył w składzie Północnej Grupy Wojsk Frontu Zakaukaskiego, od stycznia do października 1943 na Froncie Północno-Kaukaskim, a od listopada 1943 do maja 1945 1 Froncie Ukraińskim, brał udział w walkach o Kaukaz, operacji północnokaukaskiej, noworosyjsko-tamańskiej, żytomiersko-berdyczowskiej, proskurowsko-czerniowieckiej, lwowsko-sandomierskiej, sandomiersko-śląskiej, dolnośląskiej, berlińskiej i praskiej.
Od czerwca 1945 do marca 1947 dowodził 97 Gwardyjską Dywizją Strzelecką w Centralnej Grupie Wojsk w Austrii, w 1948 ukończył wyższe kursy akademickie przy Wyższej Akademii Wojskowej i został dowódcą 114 Gwardyjskiej Dywizji Powietrznodesantowej w Białoruskim Okręgu Wojskowym, od lipca 1950 do października 1952 dowodził 86 Gwardyjską Dywizją Piechoty w Odeskim Okręgu Wojskowym. Od października 1952 do września 1957 przebywał w NRD kolejno jako doradca dowódcy dywizji piechoty, starszy doradca wojskowy szefa Zarządu Terytorialnego Koszarowej Policji Ludowej i starszy wojskowy doradca dowódcy okręgu wojskowego, później od października 1957 do września 1959 dowodził 4 Gwardyjskim Korpusem Armijnym w Tallinie, a 1959–1969 był zastępcą naczelnika Akademii Wojskowo-Politycznej, następnie zakończył służbę wojskową. W latach 1958–1960 był członkiem KC Komunistycznej Partii Estonii, a 1959–1963 deputowanym do Rady Najwyższej Estońskiej SRR V kadencji.

## Awanse
- starszy porucznik (13 stycznia 1936)
- kapitan (31 grudnia 1938)
- major (1941)
- podpułkownik (25 lipca 1942)
- pułkownik (14 lutego 1943)
- generał major (13 września 1944)
- generał porucznik (18 lutego 1958)

## Odznaczenia
- Złota Gwiazda Bohatera Związku Radzieckiego (23 września 1944)
- Order Lenina (dwukrotnie - 23 września 1944 i 5 listopada 1954)
- Order Czerwonego Sztandaru (trzykrotnie - 2 kwietnia 1943, 3 stycznia 1944 i 20 czerwca 1949)
- Order Suworowa II klasy (6 kwietnia 1945)
- Order Kutuzowa II klasy (29 maja 1945)
- Order Wojny Ojczyźnianej II klasy (dwukrotnie - 22 października 1943 i 11 marca 1985)
- Order Czerwonej Gwiazdy (3 listopada 1944)
- Order Virtuti Militari (Polska Ludowa)
- Order Zasług dla Ojczyzny (NRD)

I medale.